# Fängsjön, Medelpad
Fängsjön är en sjö i Sundsvalls kommun i Medelpad och ingår i Selångersåns huvudavrinningsområde. Sjön är 11,3 meter djup, har en yta på 0,318 kvadratkilometer och är belägen 263,2 meter över havet. Sjön avvattnas av vattendraget Fängsjöbäcken.

## Delavrinningsområde
Fängsjön ingår i det delavrinningsområde (693399-155601) som SMHI kallar för Utloppet av Fängsjön. Medelhöjden är 290 meter över havet och ytan är 3,71 kvadratkilometer. Det finns inga avrinningsområden uppströms utan avrinningsområdet är högsta punkten. Fängsjöbäcken som avvattnar avrinningsområdet har biflödesordning 3, vilket innebär att vattnet flödar genom totalt 3 vattendrag innan det når havet efter 39 kilometer. Avrinningsområdet består mestadels av skog (77 procent). Avrinningsområdet har 0,32 kvadratkilometer vattenytor vilket ger det en sjöprocent på 8,6 procent.